# Lucayan Caverns
Lucayan Caverns (Lukayan Caverns) – jaskinia krasowa położona na południowym wybrzeżu wyspy Wielka Bahama (Bahamy). Długość 9184 metry. Posiada 7 otworów. Tworzy sieć podwodnych korytarzy. Eksplorowana była w latach 1980–1981. Jaskinia znajduje się na terenie utworzonego w 1982 roku parku narodowego Lucayan National Park.